# 25184 Taylorgaines
25184 Taylorgaines (tên chỉ định: 1998 SL115) là một tiểu hành tinh vành đai chính. Nó được phát hiện bởi dự án Nghiên cứu tiểu hành tinh gần Trái Đất Lincoln ở Socorro, New Mexico, ngày 16 tháng 9 năm 1998. Nó được đặt theo tên Taylor Diahann Gaines, an American student và finalist in the 2008 Society for Science & the Public middle school science competition.